# Holotrichia siamensis
Holotrichia siamensis är en skalbaggsart som beskrevs av Frey 1970. Holotrichia siamensis ingår i släktet Holotrichia och familjen Melolonthidae. Inga underarter finns listade i Catalogue of Life.